# Кршивицкий, Константин Фаддеевич
Константин Фаддеевич Кршивицкий (Крживицкий) (1840—1910) — российский генерал, Виленский, Ковенский и Гродненский генерал-губернатор, командующий войсками Виленского военного округа, член Государственного совета.

## Семья
Родился 26 сентября 1840 года. Происходил из дворян Новгородской губернии, сын генерал-майора Тадеуша (Фаддея, Тадея) Дементьевича Кршивицкого (1793—1884). Его братья:
- Николай (1838 — не ранее 1909) — генерал-лейтенант, герой русско-турецкой войны 1877—1878 годов.
- Павел (1843—1900) — генерал-майор, помощник начальника артиллерии Приамурского военного округа.
- Викентий (1837—1908) — генерал-майор в отставке.
- Александр — действительный статский советник.

## Биография
Образование получил в Нижегородском графа Аракчеева и Константиновском кадетском корпусах; выпущен 30 июня 1858 года подпоручиком во 2-й гренадерский стрелковый батальон. В 1860 году успешно сдал вступительные экзамены в Николаевскую академию Генерального штаба, которую окончил в 1862 году. Во время учёбы за успехи в науках был произведён в поручики (18 мая 1861 года) и штабс-капитаны (20 апреля 1862 года). По окончании академии вернулся к прежнему месту службы.
В 1863—1864 годах участвовал в подавлении восстания в Польше и за боевые отличия был награждён орденом св. Станислава 3-й степени с мечами и бантом.
13 сентября 1864 года Кршивицкий был причислен к Генеральному штабу с переименованием в поручики и назначен старшим адъютантом штаба 18-й пехотной дивизии. С 18 марта по 5 августа 1872 года состоял при Главном штабе в числе положенных штаб-офицеров Генерального штаба, после чего был столоначальником при этом штабе, с 21 марта 1876 года вновь состоял при Главном штабе в качестве штаб-офицера. За это время он получил чины капитана (16 апреля 1867 года), подполковника (16 апреля 1872 года) и полковника (13 апреля 1875 года).
11 августа 1877 года Кршивицкий был назначен исправляющим должность начальника штаба 36-й пехотной дивизии и принял участие в русско-турецкой войне. Здесь он заслужил орден св. Владимира 4-й степени с мечами и бантом.
8 декабря 1878 года он получил в командование 96-й пехотный Омский полк, который возглавлял до 18 апреля 1890 года, когда с производством в генерал-майоры был назначен начальником штаба 7-го армейского корпуса. С 10 июля 1891 года был начальником штаба помощника командующего войсками Варшавского военного округа по управлению Варшавским укреплённым районом. С 10 февраля 1895 года возглавлял 56-ю пехотную резервную бригаду, а 6 сентября 1899 года получил в командование 35-ю пехотную дивизию, 6 декабря 1899 года произведён в генерал-лейтенанты. 23 января 1902 года Кршивицкий был переведён на должность начальника 1-й гренадерской дивизии.
6 февраля 1903 года Кршивицкий был назначен комендантом Либавской крепости, 1 декабря 1904 года — помощником командующего войсками Виленского военного округа, а 19 декабря 1905 года стал Виленским, Ковенским и Гродненским генерал-губернатором и командующим войсками Виленского военного округа, 6 декабря 1906 года произведён в генералы от инфантерии. 13 марта 1909 года Кршивицкий вошёл в число назначаемых членов Государственного совета Российской империи, также он был членом Военного совета.
Скончался 21 февраля 1910 года, из списков исключён 6 марта.

## Награды
Среди прочих наград Кршивицкий имел ордена:
- Орден Святого Станислава 3-й степени с мечами и бантом (1864 год)
- Орден Святой Анны 3-й степени (1867 год)
- Орден Святого Станислава 2-й степени с императорской короной (1869 год)
- Орден Святой Анны 2-й степени (1873 год)
- Орден Святого Владимира 4-й степени с мечами и бантом (1878 год)
- Орден Святого Владимира 3-й степени (1881 год)
- Орден Святого Станислава 1-й степени (30 августа 1893 года)
- Орден Святой Анны 1-й степени (1897 год)
- Орден Святого Владимира 2-й степени (6 декабря 1902 года)
- Орден Белого орла (6 декабря 1905 года)
- Орден Святого Александра Невского (30 августа 1908 года)